# Liste der Wappen im Landkreis Holzminden
Diese Liste beinhaltet alle in der Wikipedia gelisteten Wappen des Landkreises Holzminden (Niedersachsen).

Wappen des Landkreises Holzminden[1] (Details)
Lage des Landkreises Holzminden in Niedersachsen

## Samtgemeinden

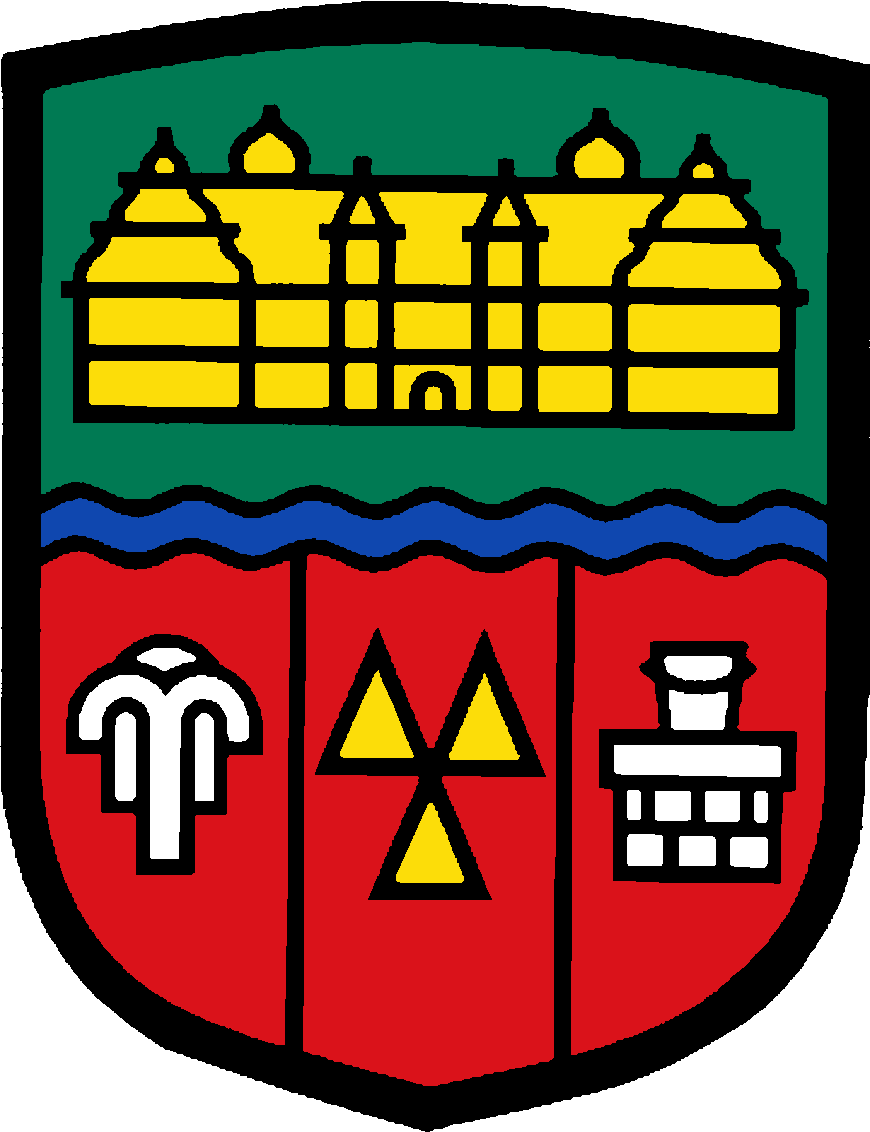
Samtgemeinde Bevern (Details)
Samtgemeinde Bodenwerder-Polle
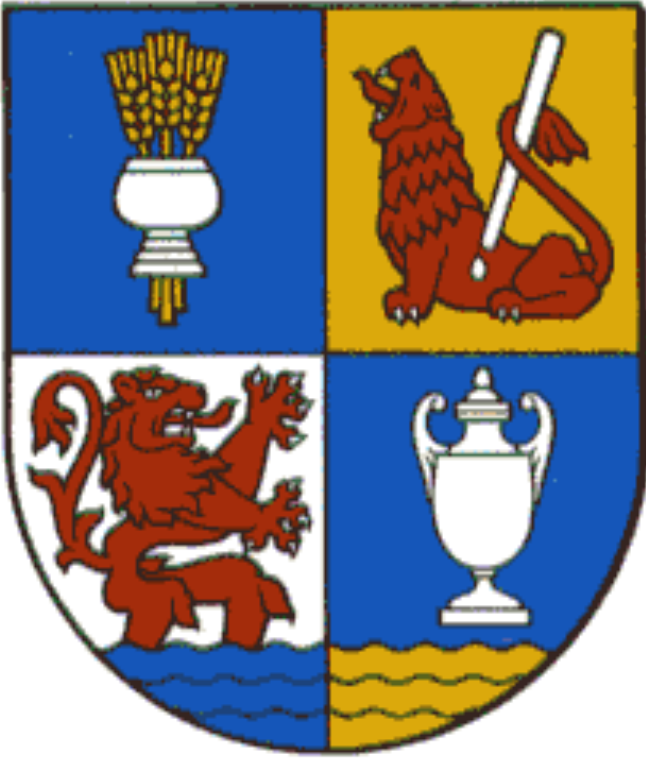
Samtgemeinde Boffzen
Samtgemeinde Eschershausen-Stadtoldendorf

### Ehemalige Samtgemeinden

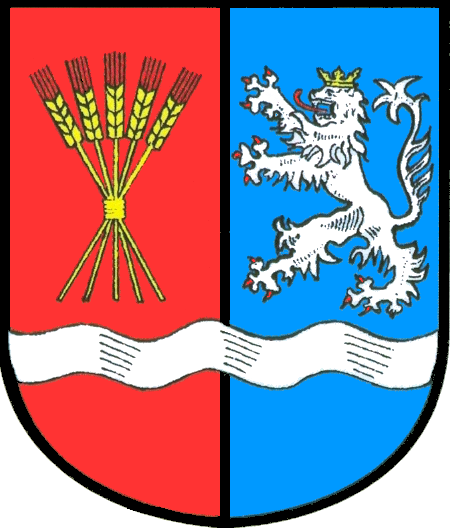
Samtgemeinde Polle
Samtgemeinde Eschershausen (führte das Wappen der Stadt Eschershausen)

## Städte und Gemeinden

Gemeinde Arholzen
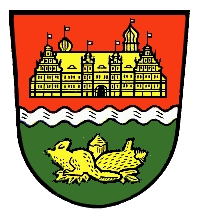
Flecken Bevern
Stadt Bodenwerder
Gemeinde Boffzen (Details)
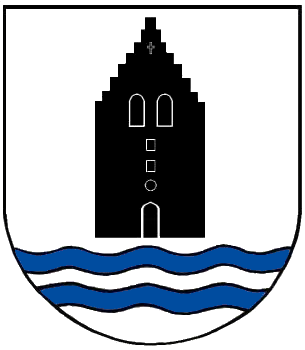
Gemeinde Brevörde
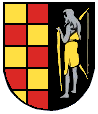
Gemeinde Deensen
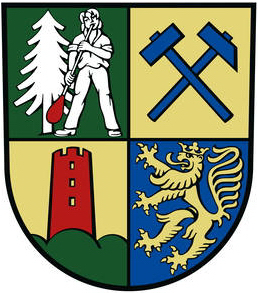
Flecken Delligsen (Details)
Gemeinde Derental (Details)
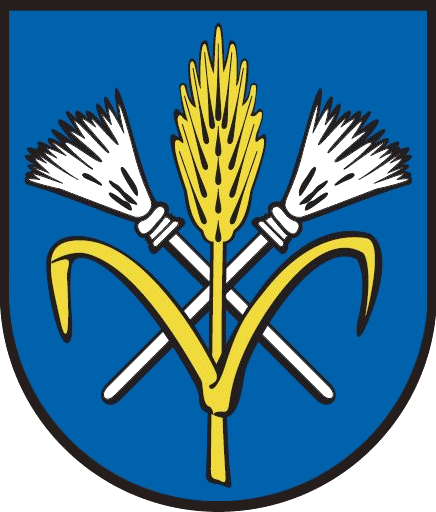
Gemeinde Dielmissen
Gemeinde Eimen
Stadt Eschershausen (Details)
Gemeinde Fürstenberg (Details)
Gemeinde Golmbach
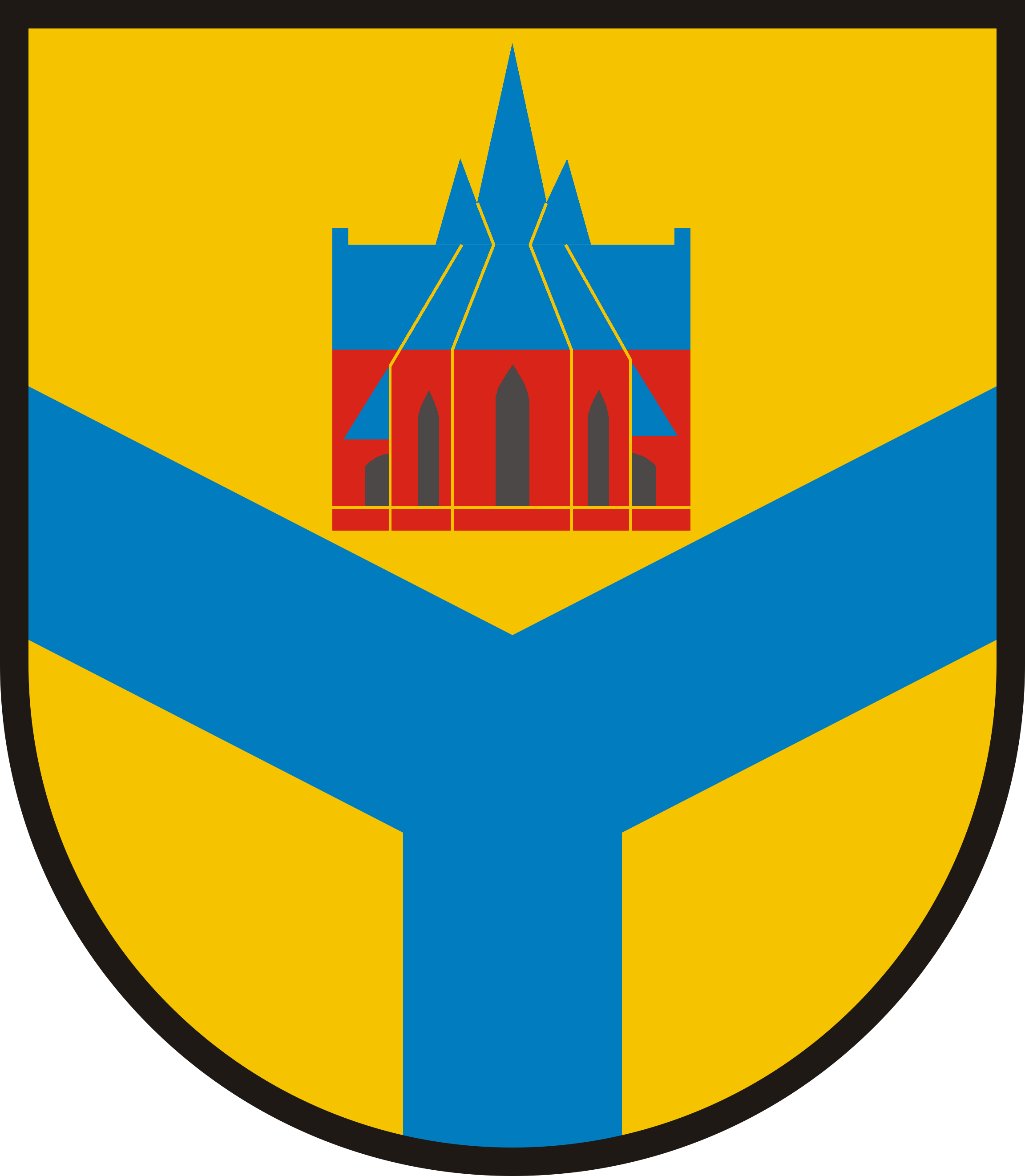
Gemeinde Halle
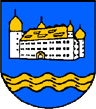
Gemeinde Hehlen
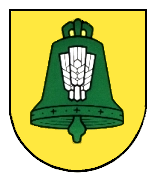
Gemeinde Heinade
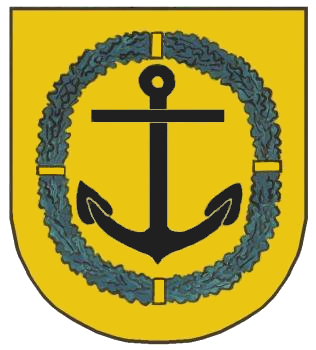
Gemeinde Heinsen
Gemeinde Heyen
Gemeinde Holenberg[6]
Gemeinde Holzen
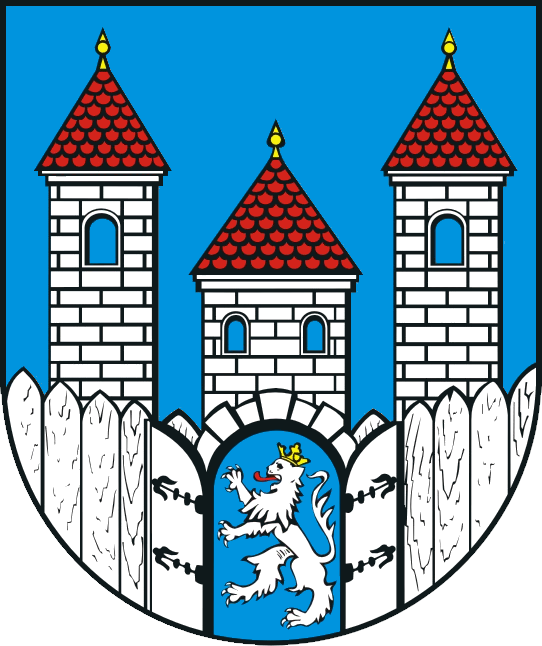
Kreisstadt Holzminden
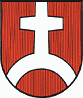
Gemeinde Kirchbrak
Flecken Lauenförde (Details)
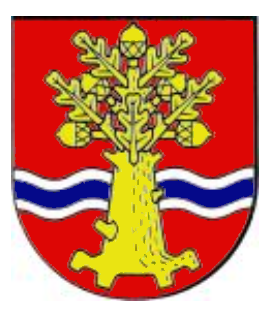
Gemeinde Lenne
Gemeinde Lüerdissen
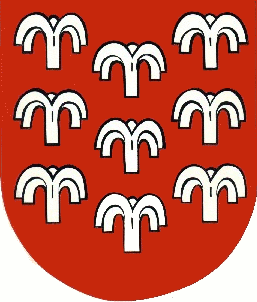
Gemeinde Negenborn
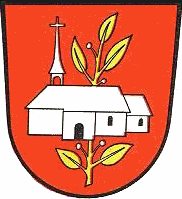
Flecken Ottenstein
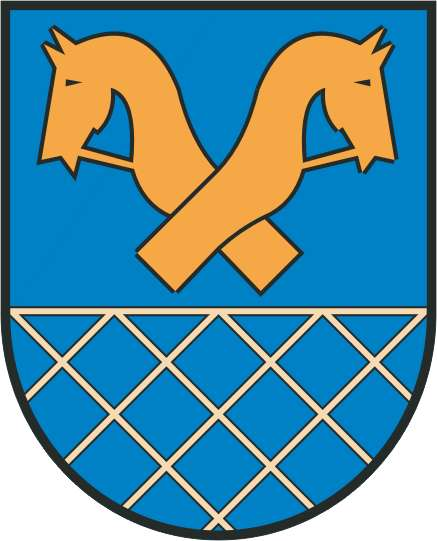
Gemeinde Pegestorf
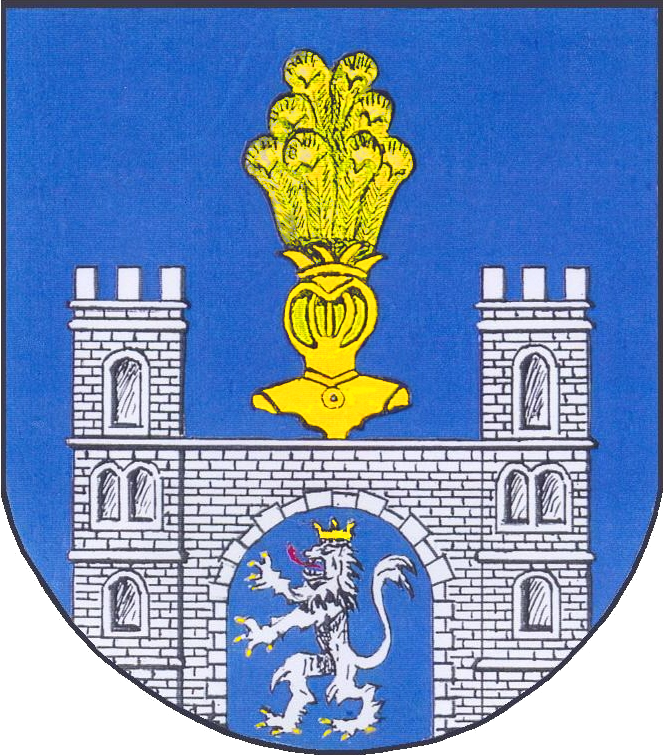
Flecken Polle
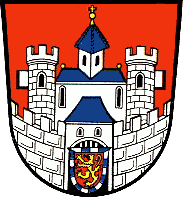
Stadt Stadtoldendorf
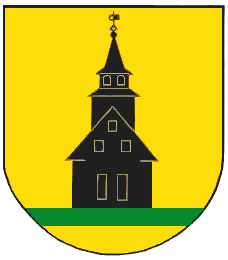
Gemeinde Vahlbruch
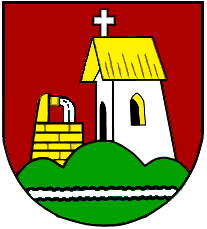
Gemeinde Wangelnstedt

### Ehemalige Städte und Gemeinden

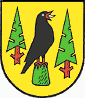
Ortsteil Breitenkamp der Gemeinde Kirchbrak
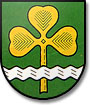
Ortsteil Bremke der Gemeinde Halle
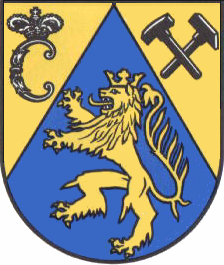
Teilort Delligsen in gleichnamiger Gemeinde
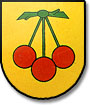
Ortsteil Dohnsen der Gemeinde Halle
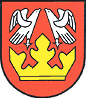
Ortsteil Heinrichshagen der Gemeinde Kirchbrak
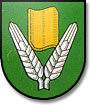
Ortsteil Hunzen der Gemeinde Halle
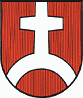
Teilort Kirchbrak in gleichnamiger Gemeinde
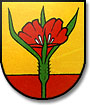
Ortsteil Kreipke der Gemeinde Halle
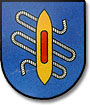
Ortsteil Tuchtfeld der Gemeinde Halle
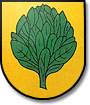
Ortsteil Wegensen der Gemeinde Halle
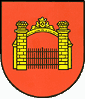
Ortsteil Westerbrak der Gemeinde Kirchbrak